# Mini Album Vol. 2
Mini Album Vol. 2는 손담비가 발매한 두 번째 미니 음반이다. 타이틀곡은 〈미쳤어〉이며 이 노래의 안무인 의자춤이 화제가 되어 수많은 패러디, UCC 가 올라왔고, 이 곡을 통해 손담비라는 이름을 본격적으로 알리기 시작하였다.

## 트랙 리스트
| #  | 제목                      | 재생 시간 |
| -- | ------------------------- | --------- |
| 1. | 〈미쳤어 (Feat. 에릭)〉   |           |
| 2. | 〈투명인간〉              |           |
| 3. | 〈No Sympathy〉           |           |
| 4. | 〈PLAY〉                  |           |
| 5. | 〈미쳤어 (Instrumental)〉 |           |

## 특징
1. 타이틀곡은 〈미쳤어〉이다.
2. 의자춤이 화제가 되었다.

## 화제

### 패러디/에피소드
1. 2008년 11월 12일 서울 장충체육관에서 열린 MBC FM4U 라디오 DJ 콘서트 '우리'에서 김효진이 손담비의 〈미쳤어〉에 맞추어 춤을 추었다.
2. 노홍철은 손담비에게 MBC 《무한도전》의 'You&Me 콘서트' 중 공연할 〈미쳤어〉의 의자춤 안무 레슨을 받았다. 'You&Me 콘서트'에서 의자춤을 선보인 노홍철은 해당 공연을 계기로 돌담비라는 별칭을 얻기도 했다.
3. SBS 인기가요에서 허이재가 MC신고식 중 〈미쳤어〉에 맞추어 의자춤을 선보였다.
4. 미쳤어를 재연하던 도중, 개그우먼 조혜련이 의자춤 골룸버전을 선보여 조담비라는 별명을 얻었다. 그리고 2008 MBC 방송연예대상에서도 선보여 화제되었다. 이어서 은혁도 미쳤어에 가세했다. (In. 세상을 바꾸는 퀴즈)
5. 11월 개그콘서트 코너 ’대화가 필요해’에서 신봉선이 가수 솔담배의 노래라는 우스갯소리와 함께 〈미쳤어〉의 의자춤을 선보였다.
6. 2008년 12월 SBS 골드미스가 간다에서 양정아가 의자춤을 선보임과 동시에 양담비라고 불리었다.
7. 2008년 MBC '스타의 친구를 소개합니다'에서 현영이 의자춤을 선보였고 이를 계기로 현담비라고 불리었다.
8. 2008년 SBS 가요대전 중 〈미쳤어〉 무대 때, 애프터스쿨이 백댄서로 출연했다.
9. 2009년 KBS 수상한 삼형제에서 극 중 주어영(오지은)이 〈미쳤어〉에 맞추어 의자춤을 선보였다.
10. 2009년 KBS 내사랑 금지옥엽에서 유인영이 〈미쳤어〉에 맞추어 의자춤을 선보였다.